# Hof Siele
Hof Siele ist ein Ortsteil der Kreisstadt Olpe im Sauerland mit 13 Einwohnern.
Der Ort liegt nordöstlich von Olpe in unmittelbarer Nähe zur Bundesstraße 55.
Siele besteht aus einem im Vollerwerb geführten landwirtschaftlichen Milchviehbetrieb und einem etwas abgelegenen Haus an der B 55. In direkter Nachbarschaft steht das ehemalige Pallottihaus. Heute ist dort das Alten- und Pflegeheim "Wohngut Osterseifen" untergebracht. 